# Pier Capponi (Politiker)

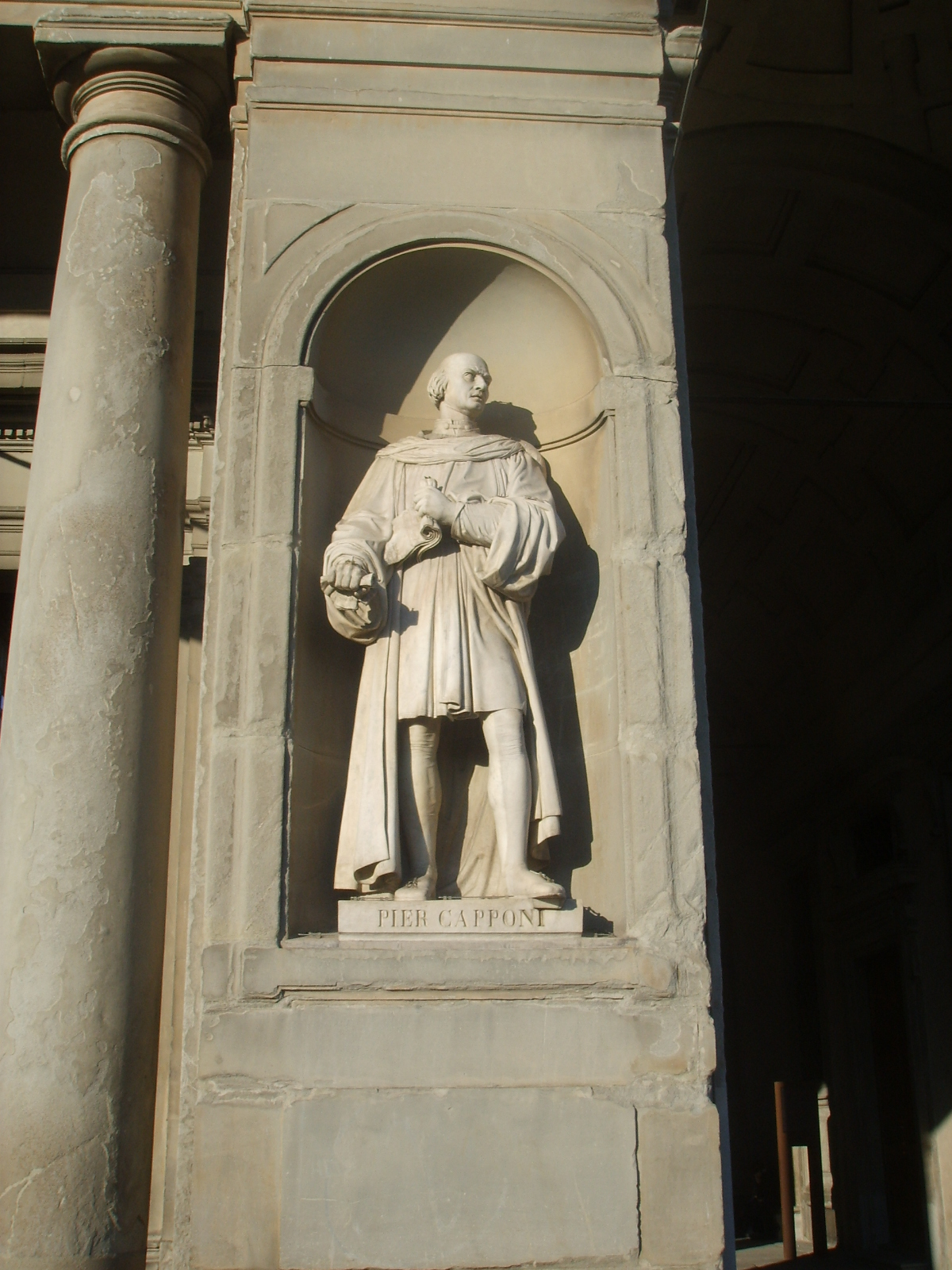
Statue des Pier Capponi in den Uffizien.

Pier Capponi (* 1446 in Florenz; † 1496 in Terricciola) war ein toskanischer Kaufmann, Diplomat, Politiker und Feldherr.

## Leben
Die Familie Capponi brachte zahlreiche Kaufleute, Bankiers, Beamte und Politiker hervor. Pier Capponi begann seine Karriere zunächst als Kaufmann. Lorenzo il Magnifico wurde bald auf ihn aufmerksam und entsandte ihn als Botschafter an verschiedene Höfe. Nach dem Tod Lorenzos geriet er in Gegnerschaft zum schwachen Piero de’ Medici und führte recht bald die Opposition gegen die Herrschaft der Medici an. Piero de’ Medici wies ihn 1494 aus Florenz aus. Als in der Stadt die Republik ausgerufen wurde, wurde er zusammen mit Savonarola, Francesco Valori, Paolo Soderini und Antonio Vespucci einer ihrer politischen Führer.
Als Frankreichs König Karl VIII. 1495 in Italien einfiel, um sich den Thron von Neapel zu sichern, löste er die Italienischen Kriege aus. Während Karls Aufenthalt in Florenz brach in der Toskana an verschiedenen Orten eine vom Erzrivalen Pisa angezettelte Revolution gegen die Vorherrschaft von Florenz und der Medici aus. Die Republik musste zahlreiche Soldaten aufbieten, um die eigene Herrschaft in der Toskana wiederherzustellen. Einer der Anführer der florentinischen Truppen im so genannten Florentinisch-Pisanischen Krieg wurde Pier Capponi.
An der Spitze seiner Soldaten fiel er vor der Burg von Soiana bei Terricciola di Pisa durch einen Kopfschuss.
Capponi wurde vor allem bekannt, weil er sich erfolgreich gegen die Einmischung Karls VIII. in florentinische Angelegenheiten widersetzte.